# Picasa网络相册
Picasa網路相簿（Picasa Web Albums）是一項分享相片的網路應用程式，由Google公司提供，常被用來和其他程式做比較，与Flickr相似。

## 特征
Picasa相簿允許有Google帳戶的使用者免費儲存並分享1GB的相片，支援外部連結。使用者可以透過Google Wallet購買更多的儲存空間，可供其他Google服務所享用。
| 額外空間 | 年費 (美金) | 每1GB單價 (美金) |
| -------- | ----------- | ---------------- |
| 20 GB    | 5           | 0.25             |
| 80 GB    | 20          | 0.25             |
| 200 GB   | 50          | 0.25             |
| 400 GB   | 100         | 0.25             |
| 1TB      | 256         | 0.25             |

使用者能透過數種方式來上載圖片：
- 經由Picasa網路相簿所支援瀏覽器的網頁介面[2]
- 使用最新的Picasa 3.0版本（支援Microsoft Windows、Linux、Mac OS X作業系統）
- 使用Mac OS X上提供給iPhoto的匯出工具、Aperture的外掛程式、上載程式[3]
- 或是使用在Linux上的F-Spot
- 通过发送邮件到设定好的邮箱地址的方式上传照片。

其它的相片管理软件，如Windows Live影像中心、digiKam等也有了第三方的插件以向Picasa網路相簿上載相片。在没有以上软件的情况下，依然可以透過浏览器或电子邮件批次上載照片。若要下載整個相簿，則必須使用Picasa软件，受到操作系统和浏览器的限制。
包括付費以及免費的帳戶，都會維持相片實際的解析度（即使是更低解析度的相片也會被網頁介面所顯示），另外，只要作者允許，「原始尺寸」的相片是可以被下載的。
Picasa網路相簿使用「未列入目錄的編號」處理私人相簿的網址。相簿允許使用者寄出私人相簿網址的電子郵件給想要的人。收件者不需要建立使用者帳號就可以檢視相簿 - 這是經由驗證金鑰所達成，這需要附上要被顯示相簿的網址。Picasa說明檔案提到，私人相簿除了使用者以外，是搜尋不到的。
Picasa網路相簿不會顯示任何廣告，不論是免費還是付費的帳戶。允許Google使用上載的相片，在網站上或經由RSS摘要顯示，並且供宣傳Google服務免費使用。

## 历史
- 2006年6月6日有Picasa網路相簿的消息外洩。[5]在推出時，相簿有250MB的免費空間。
- 2006年10月11日，移除「Beta」（測試）字樣，Picasa網路相簿正式運作。
- 2007年3月7日，空間升級至1GB。
- 2009年11月10日，Google大幅降低存储空间价格至每GB年费0.25美金。
- 2016年2月，Google宣佈於同年5月1日起終止Picasa网络相册，由Google相簿取代。[6]

## 被防火长城屏蔽
，用户可以通过SSL加密连接 https://picasaweb.google.com/ 来繞過防火长城的封锁从而直接访问Picasa网络相册。但由于客户端并未使用SSL, 只有网页版可直接在大陆访问。 （页面存档备份，存于）

## 外部連結
- Picasa網路相簿（页面存档备份，存于）
  - 简体中文
  - 繁體中文